# Agence suédoise des postes et télécommunications
 (décembre 2024).
 (octobre 2024).
L'agence suédoise des postes et télécommunications (PTS) est une agence publique qui surveille et réglemente les secteurs des communications électroniques (télécommunications, informatique et radio) et de la poste. La vision de l'autorité est que tout le monde en Suède devrait avoir accès à de bons services téléphoniques, à large bande et postaux. PTS fonctionne en tant qu'autorité administrative sous la tutelle du Ministère des finances.  

## Autorités correspondantes dans d'autres pays
- Autorité nationale des communications en Norvège
- L'Autorité finlandaise de régulation des communications
- Bundesnetzagentur en Allemagne
- Commission fédérale des communications (FCC) aux États-Unis